# Real Madrid Club de Fútbol 1967-1968
Questa voce raccoglie le informazioni riguardanti il Real Madrid Club de Fútbol nelle competizioni ufficiali della stagione 1967-1968

## Rosa
| N. |                   | Ruolo | Calciatore              |
| -- | ----------------- | ----- | ----------------------- |
|    | Spagna (bandiera) | P     | Antonio Betancort       |
|    | Spagna (bandiera) | P     | José Araquistáin        |
|    | Spagna (bandiera) | P     | Andrés Junquera         |
|    | Spagna (bandiera) | D     | Ignacio Zoco            |
|    | Spagna (bandiera) | D     | José Luis López Peinado |
|    | Spagna (bandiera) | D     | Pedro de Felipe         |
|    | Spagna (bandiera) | D     | Manuel Sanchís          |
|    | Spagna (bandiera) | D     | Antonio Calpe           |
|    | Spagna (bandiera) | D     | Pachín                  |
|    | Spagna (bandiera) | D     | Fernando Zunzunegui     |
|    | Spagna (bandiera) | D     | Vicente Miera           |
|    | Spagna (bandiera) | C     | Pirri                   |

| N. |                      | Ruolo | Calciatore                  |
| -- | -------------------- | ----- | --------------------------- |
|    | Spagna (bandiera)    | C     | Manuel Velázquez            |
|    | Spagna (bandiera)    | C     | Félix Ruiz                  |
|    | Spagna (bandiera)    | C     | Chato González              |
|    | Spagna (bandiera)    | A     | Fernando Serena             |
|    | Spagna (bandiera)    | A     | Amancio                     |
|    | Spagna (bandiera)    | A     | Ramón Grosso                |
|    | Spagna (bandiera)    | A     | Francisco Gento             |
|    | Spagna (bandiera)    | A     | José Luis Veloso            |
|    | Spagna (bandiera)    | A     | Manuel Bueno                |
|    | Argentina (bandiera) | A     | Miguel Ángel Pérez Pilipiux |
|    | Spagna (bandiera)    | A     | Rafael de Diego             |
|    | Spagna (bandiera)    | A     | Antonio Iznata              |

## Calciomercato

### Sessione estiva
| Acquisti | Acquisti                    | Acquisti           | Acquisti   |
| R.       | Nome                        | da                 | Modalità   |
| -------- | --------------------------- | ------------------ | ---------- |
| P        | Miguel Ángel González       | Ourense            | definitivo |
| D        | José Luis López Peinado     | Rayo Vallecano     | definitivo |
| A        | Miguel Ángel Pérez Pilipiux | Deportivo Italiano | definitivo |
| A        | Rafael de Diego             | Real Oviedo        | definitivo |
| A        | Antonio Iznata              | Rayo Vallecano     | definitivo |

| Cessioni | Cessioni              | Cessioni     | Cessioni      |
| R.       | Nome                  | a            | Modalità      |
| -------- | --------------------- | ------------ | ------------- |
| P        | Miguel Ángel González | Castellón    | prestito      |
| C        | Juanito               | Castellón    | definitivo    |
| C        | Fernando Rovira       | Calvo Sotelo | definitivo    |
| A        | Fernand Goyvaerts     | Elche        | definitivo    |
| A        | Ferenc Puskás         | -            | fine carriera |
| A        | Jaime Blanco          | Betis        | prestito      |